# Vanacampus
Vanacampus is een geslacht van straalvinnige vissen uit de familie van zeenaalden en zeepaardjes (Syngnathidae).

## Soorten
- Vanacampus margaritifer (Peters, 1868)
- Vanacampus phillipi (Lucas, 1891)
- Vanacampus poecilolaemus (Peters, 1868)
- Vanacampus vercoi (Waite & Hale, 1921)